# エリオット・ルーズベルト
エリオット・ルーズベルト（Elliott Roosevelt,  1910年9月23日 - 1990年10月27日）は、アメリカ合衆国の軍人。アメリカ陸軍航空隊指揮官。アメリカ合衆国大統領フランクリン・ルーズベルトの息子の一人である。息子はウィリアム・ルーズベルト。